# Francis Aruwafu
Francis Aruwafu (9 marzo 1975) è un ex calciatore salomonese, di ruolo portiere.

## Carriera

### Nazionale
Ha debuttato in Nazionale il 19 maggio 2004, in Isole Salomone-Tahiti (1-1). Ha partecipato, con la Nazionale, alla Coppa d'Oceania 2004. Ha collezionato in totale, con la maglia della Nazionale, 2 presenze e 8 reti subite.

## Palmarès

### Club

#### Competizioni nazionali
- Telekom National Club Championship: 2

Koloale: 2003
Marist: 2006
- Honiara FA League: 1

Koloale: 2003